# Данилова (кратер)
Кратер Данилова је ударни метеорски кратер на површини планете Венере. Налази се на координатама од 26,4° јужне ширине и 22,8° западне дужине (планетоцентрични координатни систем +Е 0-360) и има пречник од 52,2 км.
Кратер је име добио у част две примабалерине, Американке Александре (1903—1997) и Рускиње Марије Данилове (1793—1810), а име кратера је 1991. усвојила Међународна астрономска унија.
Највећи је у групи од три кратера.